# Sugar Hill (film)
Sugar Hill – amerykański film dramatyczny z 1994 roku w reżyserii Leona Ichaso. Scenariusz napisał Barry Michael Cooper. Ogólnoświatowa premiera odbyła się 25 lutego. W rolach głównych wystąpili Wesley Snipes, Michael Wright, Theresa Randle, Clarence Williams III, Abe Vigoda czy Ernie Hudson. Zdjęcia do filmu odbywały się w Nowym Jorku.

## Fabuła
Źródło.
Reżyser przedstawił historię dwóch braci Skuggs, Roemello (Wesley Snipes) i Raynathana (Michael Wright). Mieszkają oni w północnym Harlemie. Wspólnie handlują narkotykami. Mimo że mają z tego duży zarobek, Roemello chce się wycofać, bo nie chce skończyć jak jego rodzice – matka, która przedawkowała i ojciec, który został pobity przez gangsterów za to, że nie zwrócił na czas pieniędzy. Raynathan nie zważając na ostrzeżenia i prośby brata, brnie coraz bardziej w nielegalne interesy. Wierzy, że jest to jedyna droga, by stać się bogatym i niezależnym.

## Obsada
- Wesley Snipes jako Romello Skuggs
- Michael Wright jako Raynathan Skuggs
- Clarence Williams III jako Arthur Romello "A.R." Skuggs
- Theresa Randle jako Mellisa
- Abe Vigoda jako Gus Molino
- Ernie Hudson jako Lolly Jonas
- Steve Harris jako Ricky Goggles
- O.L. Duke jako Tutty
- Donald Faison jako Kymie
- Joe Dallesandro jako Tony Adamo
- Leslie Uggams jako Doris Holly
- Vondie Curtis Hall jako Mark Doby
- Khandi Alexander jako Ella Skuggs
- DeVaughn Nixon jako Raynathan Skuggs; w wieku 11 lat
- Sam Gordon jako Raynathan Skuggs; w wieku 18 lat
- Marquise Wilson jako Roemello Skuggs; w wieku 10 lat
- Dulé Hill jako Roemello Skuggs; w wieku 17 lat